# Anthony Joe
Anthony Joe (* 2. April 1996) ist ein australischer Badmintonspieler.

## Karriere
Anthony Joe gewann bei den australischen Badmintonmeisterschaften 2012 Bronze im Herreneinzel. 2013 wurde er Juniorenozeanienmeister. 2012 und 2013 startet er bei den Australia Open 2012, 2013 und 2014 bei den Badminton-Juniorenweltmeisterschaften.

## Sportliche Erfolge
| Saison | Veranstaltung                        | Disziplin | Platz | Partner      |
| ------ | ------------------------------------ | --------- | ----- | ------------ |
| 2012   | Australian Nationals 2012            | MS        | 3     |              |
| 2013   | Australian Nationals 2013            | MS        | 3     |              |
| 2013   | Oceania Junior Championships 2013    | XD        | 1     | Joy Lai      |
| 2014   | Australian Nationals 2014            | MS        | 3     |              |
| 2014   | Australian Junior International 2014 | MD        | 1     | Simon Leung  |
| 2015   | Oceania Championships 2015           | MD        | 3     | Pit Seng Low |
| 2016   | Tahiti International 2016            | XD        | 3     | Joy Lai      |